# Cecilia Salvioli
Cecilia Salvioli (Módena, 8 de noviembre de 1968) es una deportista italiana que compitió en esgrima, especialista en la modalidad de espada. Ganó una medalla de bronce en el Campeonato Mundial de Esgrima de 1988, en la prueba por equipos.

## Palmarés internacional
| Campeonato Mundial | Campeonato Mundial | Campeonato Mundial | Campeonato Mundial |
| Año                | Lugar              | Medalla            | Prueba             |
| ------------------ | ------------------ | ------------------ | ------------------ |
| 1988               | Orleans (Francia)  | Medalla de bronce  | Espada por equipos |